# مشعل الاحمد الجابر الصباح
مشعل الاحمد الجابر الصباح (عربی: مشعل الأحمد الجابر الصباح؛ زادهٔ ۲۷ سپتامبر ۱۹۴۰) هفتمین امیر کویت است. مشعل بیشتر دوران کاری خود را در دستگاه امنیتی و اطلاعاتی کویت گذراند. وی پیش‌تر ولیعهد کشور کویت از ۷ اکتبر ۲۰۲۰ تا ۱۶ دسامبر ۲۰۲۳ بوده‌است. او تا پیش از رسیدن به مقام امیری کویت در ۸۳ سالگی، مسن‌ترین ولیعهد جهان بود و پس از مرگ برادرش در تاریخ ۱۶ دسامبر ۲۰۲۳ به پادشاهی رسید.

## امیر کویت
مشعل الجابر الصباح پس از درگذشت، برادر ناتنی‌اش امیر قبلی، نواف الاحمد الجابر الصباح، در سن ۸۶ سالگی که در نوامبر برای یک فوریت پزشکی در بیمارستان بستری شده بود، در ۱۶ دسامبر ۲۰۲۳ امیر کویت شد.

## زندگی شخصی
مشعل دو همسر دارد: نوریه صباح السالم الصباح و منیره بداح المطیری. وی ۱۲ فرزند دارد: پنج پسر و هفت دختر. او بنیان‌گذار و رئیس افتخاری انجمن رادیو آماتور کویت بود. مشعل همچنین رئیس افتخاری انجمن خلبانان مهندس هواپیمای کویت و دیوان شعرا بوده‌است.

## افتخارات
- فرانسه: در تاریخ ۴ دسامبر ۲۰۱۸ توسط فلورانس پارلی، وزیر نیروهای مسلح نشان لژیون دونور به وی اعطا شد.[۶]